# 雖然是公會的櫃檯小姐，但因為不想加班所以打算獨自討伐迷宮頭目
《雖然是公會的櫃檯小姐，但因為不想加班所以打算獨自討伐迷宮頭目》（簡稱）是日本作家所著的輕小說系列，Gaou擔綱插圖，2021年3月起經電擊文庫出版，至今出版共8冊。第27屆電擊小説大獎「金獎」得獎作品。改編漫畫開始連載於《月刊Comic電擊大王》2021年8月號，漫畫家是。
2023年7月，宣佈動畫化。2024年3月，本作的主要陣容正式公佈並且定檔於2024年開播。2024年8月，宣佈本作延期至2025年1月首播。
2025年7月，由於擔任本作插畫的畫師Gaou與未成年女性之間的醜聞，KADOKAWA宣布解除與Gaou的合作、下架其擔任插畫的所有作品（包括本作），並決定為本作找一個新畫師重新繪製封面插畫再重新出版。

## 角色列表

### 主要角色
亞莉納·可洛瓦（聲：高橋李依）
本作主角。伊富爾冒險者公會服務處的櫃枱小姐。另一個身份是每當有迷宮無法攻略時才會現身的神秘冒險者「處刑人」雷沃克·亞尼拉。
当公会櫃枱小姐时，外表十分乐于助人，工作态度认真，但心里其实非常不喜欢工作，而且十分討厭加班，会为了不加班熬夜做出任何事情。特别喜欢百年祭，有一年因为加班而错过了节日，于是许愿希望获得强大的力量后，且获得了神域技能，力气变得驚人，能徒手捏碎遺物。
擊碎一切者「巨神的破錘」的持有者。出身於緋路亞。
傑特·史庫雷德（聲：熊谷健太郎）
冒險者隊伍「白銀之劍」的隊長，隊伍中的「坦克」，職業為「戰士」。因相貌俊美和品行端正而深受女性冒險者和櫃檯小姐歡迎。
喜欢亞莉納，希望那一天可以变得跟亚莉納一样强。扛伤害和處理文書的能力在亞莉納之上。
露露莉·艾修弗特（聲：古賀葵）
冒險者隊伍「白銀之劍」的補師，職業為「僧侶」，可操控治愈魔法。樣貌和身形嬌小，但真實年齡比亞莉納年長。
勞·洛茲布蘭達（聲：安田陸矢）
冒險者隊伍「白銀之劍」的後衛，職業為「黑魔導士」。前暗之公會第一暗殺者，以「獵殺用黑魔法作惡的違法者」為條件，獲得暗之公會會長札法的批准，在無須消除有關黑魔法記憶的情況下離開公會。
萊菈（聲：芹澤優）
伊富爾冒險者公會服務處的櫃枱小姐。亞莉納的後輩，会经和常亞莉納在一起。
喜欢「處刑人」，但不知道他的真实身份。

### 四聖
許勞德·勞昆（聲：阿座上洋平）
第四代的「大賢者」，享年23歲。與小時候的亞莉納十分要好的冒險者。最後因任務執行任務時被「劍聖」暗殺。他的死亡成為了亞莉納立志要當上櫃檯小姐的重要契機。由於預料到「劍聖」會暗殺自己，事先把的靈魂與身體的資訊寫進了賢魔書中，並把賢魔書作為禮物贈予艾舒利。
阿倫．傑基斯（聲：村瀨步）
第四代的「守護者」。
蕾貝卡（聲：水橋香織）
第四代的「聖母」。
「劍聖」（聲：中田讓治）
第四代的「劍聖」。真名未公佈。暗殺第四代「大賢者」許勞德的真兇。

### 其他角色
伊蕾莎·可洛瓦
亞莉納的母親，酒館「四葉亭」的老闆娘。緋路亞公認的美女。
艾舒利·可洛瓦
亞莉納的弟弟。大學生。學業成績優異，義務教育的學校裏，筆試成績永遠是全年級第一名。持有許勞德的賢魔書。

## 出版書籍

### 輕小說
| 卷數 | KADOKAWA       | KADOKAWA               | 東立出版社    | 東立出版社                           |
| 卷數 | 發售日期       | ISBN                   | 發售日期      | ISBN                                 |
| ---- | -------------- | ---------------------- | ------------- | ------------------------------------ |
| 1    | 2021年3月10日  | ISBN 978-4-04-913688-3 | 2022年5月19日 | ISBN 978-957-269-167-0（首刷限定版） |
| 1    | 2021年3月10日  | ISBN 978-4-04-913688-3 | 2024年5月20日 | ISBN 978-957-269-166-3               |
| 2    | 2021年7月9日   | ISBN 978-4-04-913871-9 | 2022年12月1日 | ISBN 978-626-347-389-8（首刷限定版） |
| 2    | 2021年7月9日   | ISBN 978-4-04-913871-9 | 2024年9月20日 | ISBN 978-626-347-388-1               |
| 3    | 2021年11月10日 | ISBN 978-4-04-913937-2 | 2023年4月20日 | ISBN 978-626-360-355-4（首刷限定版） |
| 3    | 2021年11月10日 | ISBN 978-4-04-913937-2 | 2024年9月20日 | ISBN 978-626-360-354-7               |
| 4    | 2022年3月10日  | ISBN 978-4-04-914144-3 | 2023年9月7日  | ISBN 978-626-372-160-9（首刷限定版） |
| 5    | 2022年7月8日   | ISBN 978-4-04-914534-2 | 2024年2月22日 | ISBN 978-626-372-847-9               |
| 6    | 2023年1月7日   | ISBN 978-4-04-914813-8 | 2024年9月12日 | ISBN 978-626-020-336-8               |
| 7    | 2023年6月9日   | ISBN 978-4-04-915121-3 | 2025年1月6日  | ISBN 978-626-023-484-3（首刷限定版） |
| 8    | 2024年8月9日   | ISBN 978-4-04-915345-3 | 2025年3月13日 | ISBN 978-626-023-647-2（首刷限定版） |

### 漫畫
| 卷數 | KADOKAWA       | KADOKAWA               | 青文出版社   | 青文出版社            |
| 卷數 | 發售日期       | ISBN                   | 發售日期     | ISBN                  |
| ---- | -------------- | ---------------------- | ------------ | --------------------- |
| 1    | 2022年2月10日  | ISBN 978-4-04-914263-1 | 2024年7月1日 | ISBN 978-626-383749-2 |
| 2    | 2022年10月7日  | ISBN 978-4-04-914652-3 | 2025年4月9日 | ISBN 978-626-422355-3 |
| 3    | 2023年6月9日   | ISBN 978-4-04-915105-3 |              |                       |
| 4    | 2024年2月9日   | ISBN 978-4-04-915500-6 |              |                       |
| 5    | 2024年10月10日 | ISBN 978-4-04-915971-4 |              |                       |
| 6    | 2025年6月10日  | ISBN 978-4-04-916456-5 |              |                       |

## 電視動畫
2023年7月15日，宣佈動畫化。於2025年1月至3月播出。

### 製作人員
動畫製作人員如下。
- 原作：香坂マト（電擊文庫刊）
- 原作插画：Gaou
- 導演：長澤剛
- 系列構成：千葉美鈴
- 角色設計：長田好弘・町田真一
- 总作畫監督：町田真一、濱口頌平
- 色彩設計：齐藤明子
- 攝影監督：本倉悠介
- 美术監督：加藤靖忠
- 音響監督：小泉紀介
- 編輯：柳圭介
- 音樂：伊藤翼
- 動畫製作：CloverWorks[32]

### 主題歌
片頭曲パーフェクトデイ
演唱：310，作詞、作曲、編曲：藤永龍太郎。
第3、7話為片尾插入。
片尾曲明日の私に幸あれ
演唱：七音阿卡莉，作詞、作曲、編曲：玉屋2060%。
第3、7話為片頭插入。

### 各話列表
| 話數 | 標題                                                         | 劇本     | 分鏡            | 演出                | 作畫監督 | 總作畫監督                 | 首播日期       |
| ---- | ------------------------------------------------------------ | -------- | --------------- | ------------------- | --- | -------------------------- | -------------- |
| #1   | 因為是櫃檯小姐，所以想過平穩生活                             | 千葉美鈴 | 長澤剛          | 松永真彥            | 江口茜 渡邊慶子                                                                                             | 町田真一 濱口頌平          | 2025年 1月11日 |
| #2   | 雖然是處刑人 但因為不想被發現真實身分 所以打算用武力         | 千葉美鈴 | 三浦唯          | 備前克彥            | 森亞弥子 村田憲泰 高野由香里                                                                                | 濱口頌平                   | 1月18日        |
| #3   | 雖然是白銀的坦克 但打算去挑戰高難度迷宮                      | 森江美咲 | 駒井一也        | 小川凜太郎          | 高野由香里 天羽美琴 渡邊慶子 江口茜                                                                         | 濱口頌平                   | 1月25日        |
| #4   | 遺物或祕密任務還是魔神什麼的 都會妨礙我工作 所以打算全部揍飛 | 千葉美鈴 | 駒井一也        | 松永真彥            | 森亞彌子 高野由香里 宮代夏樹 吉森直子                                                                       | 濱口頌平 町田真一          | 2月1日         |
| #5   | 雖然是白銀的補師 但我也想要被治癒                            | 森江美咲 | 中村憲由        | 小川凜太郎          | 渡邊慶子 村田憲泰 江口茜 高野由香里 藤田和行                                                                | 濱口頌平 緒方浩美          | 2月8日         |
| #6   | 雖然是白銀的護衛 但打算去抓住造謠的混蛋                      | 井上美緒 | 備前克彦        | 備前克彦            | 高野由香里 天羽美琴 渡邊慶子 江口茜                                                                         | 濱口頌平                   | 2月15日        |
| #7   | 因為是期待許久的百年祭 所以絕對要好好享受                    | 千葉美鈴 | 小倉宏文        | 小川凜太郎          | 江口茜 村田憲泰 渡邊慶子 天羽美琴                                                                           | 町田真一                   | 2月22日        |
| #8   | 雖然是不中用的補師 但我會盡力做好自己能做的事情              | 森江美咲 | 木瀨直          | 森永真彥            | 高野由香里 森亞彌子 吉森直子 宮代夏樹                                                                       | 濱口頌平                   | 3月1日         |
| #9   | 雖然已經當了三年的櫃檯小姐 但我打算去參加新人研習            | 森江美咲 | 大西景介        | 内堀雅人            | 樫内乃惠子 志田正 渡邊慶子                                                                                  | 緒方浩美                   | 3月8日         |
| #10  | 研習時出現了幽靈 我可沒聽說會有這種事啊                      | 森江美咲 | 二瓶勇一 三浦唯 | 小川凜太郎 松永真彥 | 高野由香里 森亞彌子 江口茜 吉森直子 天羽美琴 村田憲泰 宮代夏樹                                              | 町田真一                   | 3月15日        |
| #11  | 雖然可能是陷阱 但只能繼續走下去                              | 千葉美鈴 | 備前克彦        | 備前克彦            | 高野由香里 天羽美琴 志田正 吉森直子 渡邊慶子 江口茜                                                         | 濱口頌平                   | 3月22日        |
| #12  | 雖然是公會的櫃檯小姐 但為了避免加班所以打算奮鬥到最後一刻    | 千葉美鈴 | 辻初樹          | 長澤剛              | 高野由香里 渡邊慶子 江口茜 村田憲泰 森亞彌子 天羽美琴 志田匡 吉森直子 宮代夏樹 備前可彥 別所正直 小嶌繪里奈 | 町田真一 濱口頌平 緒方浩美 | 3月29日        |

### 播放電視台
| 播放日期              | 播放時間                       | 播放電視台     | 播放地區   | 備註            |
| --------------------- | ------------------------------ | -------------- | ---------- | --------------- |
| 2025年1月11日—3月29日 | 星期六 0:00–0:30（星期五深夜） | Tokyo Mx       | 東京都     |                 |
|                       |                                | 栃木電視台     | 栃木縣     |                 |
|                       |                                | 群馬電視台     | 群馬縣     |                 |
|                       |                                | BS11           | 日本全域   | BS放送 / ANIME+ |
| 2025年1月12日—3月30日 | 星期日 2:30–3:00（星期六深夜） | 朝日放送電視台 | 近畿廣域圏 |                 |
| 2025年1月13日—3月31日 | 星期一 22:00–22:30             | AT-X           | 日本全域   | CS放送          |
| 2025年1月14日—4月1日  | 星期二 2:05–2:35（星期一深夜） | 愛知電視台     | 愛知縣     |                 |

### BD / DVD
| 卷數 | 發售日期          | 收錄話數      | 規格編號      | 規格編號      |
| 卷數 | 發售日期          | 收錄話數      | BD            | DVD           |
| ---- | ----------------- | ------------- | ------------- | ------------- |
| #1   | 2025年3月26日     | 第1話—第2話   | ANZX-16801/2  | ANZB-16801/2  |
| #2   | 2025年4月23日     | 第3話—第4話   | ANZX-16803/4  | ANZB-16803/4  |
| #3   | 2025年5月28日     | 第5話—第6話   | ANZX-16805/6  | ANZB-16805/6  |
| #4   | 2025年6月25日     | 第7話—第8話   | ANZX-16807/8  | ANZB-16807/8  |
| #5   | 2025年7月30日預定 | 第9話—第10話  | ANZX-16809/10 | ANZB-16809/10 |
| #6   | 2025年8月27日預定 | 第11話—第12話 | ANZX-16811/12 | ANZB-16811/12 |

## 外部連結
- 電擊文庫特設網站（日語）
- 漫畫官方網站（日語）
- 電視動畫官方網站（日語）
- 雖然是公會的櫃檯小姐，但因為不想加班所以打算獨自討伐迷宮頭目的X（前Twitter）（日語）